# James Piccoli
James Piccoli (Montreal, 5 de setembro de 1991) é um ciclista profissional canadiano que atualmente corre para a equipa Israel Start-Up Nation.

## Palmarés
- 2016
- Tobago Cycling Classic
- 2017
- Tour de Southland, mais 1 etapa
- 2018
  - Tour de Beauce, mais 1 etapa[2]

- 2019
  - 1 etapa do Tour de Taiwan
  - Tour de Gila, mais 1 etapa
  - 1 etapa do Tour de Beauce
  - 1 etapa do Tour de Utah

## Resultados em Grandes Voltas e Campeonatos do Mundo
| Corrida            | Corrida            | 2018 | 2019 | 2020 |
| ------------------ | ------------------ | ---- | ---- | ---- |
|                    | Giro d'Italia      | —    | —    | —    |
|                    | Tour de France     | —    | —    | —    |
|                    | Volta a Espanha    | —    | —    |      |
| Mundial em Estrada | Mundial em Estrada | —    | Ab.  | —    |

—: não participa

Ab.: abandono